# АЕС Сент-Альбан
АЕС Сент-Альбан (фр. Centrale nucléaire de Saint-Alban) — діюча атомна електростанція на південному сході Франції в регіоні Овернь — Рона — Альпи.
АЕС розташована на березі річки Рона на території комун Сент-Альбан-дю-Рон і Сен-Морис-л'Егзіль у департаменті Ізер за 43 км на південь від Ліона.
АЕС складається з двох енергоблоків, на яких використовуються реактори з водою під тиском (PWR) P'4 конструкції Framatome потужністю 1300 МВт. Для охолодження на станції використовують воду з річки Рона.

## Інциденти
На станції Сент-Альбан 28 липня 2008 року сталася пожежа в машинному залі першого енергоблоку. Пожежа сталася поза ядерним контуром, на електрогенераторі енергоблоку. Була оголошена термінова тривога і вогонь швидко загасили. Реактор був зупинений, витоку радіації вдалося уникнути.

## Інформація по енергоблоках
| Енергоблок    | Тип реакторів     | Потужність | Потужність | Початок будівництва | Физпуск    | Підключення до мережі | Введення в експлуатацію | Закриття |
| Енергоблок    | Тип реакторів     | Чиста      | Брутто     | Початок будівництва | Физпуск    | Підключення до мережі | Введення в експлуатацію | Закриття |
| ------------- | ----------------- | ---------- | ---------- | ------------------- | ---------- | --------------------- | ----------------------- | -------- |
| Сент-Альбан-1 | PWR, P'4 REP 1300 | 1335 МВт   | 1381 МВт   | 29.01.1979          | 04.08.1985 | 30.08.1985            | 01.05.1986              | —        |
| Сент-Альбан-2 | PWR, P'4 REP 1300 | 1335 МВт   | 1381 МВт   | 31.07.1979          | 07.06.1986 | 03.07.1986            | 01.03.1987              | —        |